# Apatophyseinae
De Apatophyseinae vormen een onderfamilie van kevers uit de familie van de boktorren (Cerambycidae).

## Geslachten
De Apatophyseinae omvatten de volgende geslachten:
- Aedoeus Waterhouse, 1880
- Aliturus Fairmaire, 1902
- Alleculaedoeus Villiers, Quentin & Vives, 2011
- Andringitrina Villiers, Quentin & Vives, 2011
- Ankirihitra Villiers, Quentin & Vives, 2011
- Anosibella Villiers, Quentin & Vives, 2011
- Anthribola Bates, 1879
- Antigenes Pascoe, 1888
- Apatobatus Vives & Heffern, 2012
- Apatophysis Chevrolat, 1860
- Apheledes Pascoe, 1888
- Appedesis Waterhouse, 1880
- Ariastes Fairmaire, 1896
- Artelida Thomson, 1864
- Barossus Fairmaire, 1893
- Bejofoana Villiers, Quentin & Vives, 2011
- Boppeus Villiers, 1982
- Brachymyiodola Villiers, Quentin & Vives, 2011
- Catalanotoxotus Vives, 2005
- Cribraedoeus Villiers, Quentin & Vives, 2011
- Criocerinus Fairmaire, 1894
- Dalitera Villiers, Quentin & Vives, 2011
- Dinopteroides Villiers, Quentin & Vives, 2011
- Dorcianus Fairmaire, 1901
- Dotoramades Villiers, 1982
- Dysmathosoma Waterhouse, 1882
- Eccrisis Pascoe, 1888
- Echaristha Fairmaire, 1901
- Enthymius Waterhouse, 1878
- Eupalelius Fairmaire, 1896
- Gaurotinus Fairmaire, 1897
- Harimius Fairmaire, 1889
- Heteraedoeus Villiers, Quentin & Vives, 2011
- Hukaruana Villiers, Quentin & Vives, 2011
- Hypogenes Villiers, Quentin & Vives, 2011
- Icariotis Pascoe, 1888
- Leonaedoeus Villiers, Quentin & Vives, 2011
- Lepturasta Fairmaire, 1901
- Lepturomyia Quentin, 2000
- Lepturovespa Villiers, Quentin & Vives, 2011
- Lingoria Fairmaire, 1901
- Logisticus Waterhouse, 1878
- Malagassycarilia Villiers, Quentin & Vives, 2011
- Mastododera Thomson, 1857
- Megasticus Vives, 2004
- Molorchineus Villiers, Quentin & Vives, 2011
- Musius Fairmaire, 1889
- Omodylia Villiers, Quentin & Vives, 2011
- Pachysticus Fairmaire, 1889
- Parakimerus Villiers, Quentin & Vives, 2011
- Paralogisticus Vives, 2006
- Pareccrisis Villiers, Quentin & Vives, 2011
- Parecharista Villiers, Quentin & Vives, 2011
- Paulianacmaeops Villiers, Quentin & Vives, 2011
- Phitryonus Fairmaire, 1903
- Phyllotodes Adlbauer, 2001
- Planisticus Vives, 2004
- Protapatophysis Semenov & Schegoleva-Barovskaya, 1936
- Pseudogenes Fairmaire, 1894
- Pseudomusius Villiers, Quentin & Vives, 2011
- Raharizonina Villiers, 1982
- Ramodatodes Villiers, 1982
- Sagridola Thomson, 1864
- Scariates Fairmaire, 1894
- Scopanta Fairmaire, 1893
- Sitiorica Villiers, Quentin & Vives, 2011
- Soalalana Villiers, Quentin & Vives, 2011
- Stenotsivoka Adlbauer, 2001
- Stenoxotus Fairmaire, 1896
- Suzelia Villiers, 1982
- Tomobrachyta Fairmaire, 1887
- Toxitiades Fairmaire, 1893
- Trichartelida Villiers, Quentin & Vives, 2011
- Trichroa Fairmaire, 1894
- Tsivoka Villiers, 1982
- Urasomus Adlbauer, 2012
- Vadonitoxotus Villiers, Quentin & Vives, 2011
- Villiersicus Vives, 2005
- Viossatus Villiers, Quentin & Vives, 2011
- Xanthopiodus Fairmaire, 1897
- Zulphis Fairmaire, 1893
- Zulphisoma Villiers, Quentin & Vives, 2011